# Bulbophyllum paululum
Bulbophyllum paululum är en orkidéart som beskrevs av Rudolf Schlechter. Bulbophyllum paululum ingår i släktet Bulbophyllum och familjen orkidéer. Inga underarter finns listade i Catalogue of Life.